# Duelul (film din 2010)
Anton Chekhov's The Duel  este un film din 2010 bazat pe nuvela Un duel din 1891 de Anton Cehov. A fost regizat de regia Dover Koshashvili, iar filmările au avut loc în Croația. Povestea are loc într-o stațiune din Caucaz de pe litoralul Mării Negre și se concentrează asupra lui Laevski (Andrew Scott), un funcționar public aristocratic, și pe amanta sa Nadia (Fiona Glascott), pe care Laevski încearcă să o abandoneze. Scenariul a fost scris de Mary Bing. Distribuția filmului este formată din actori britanici și irlandezi. În general, a primit recenzii pozitive.